# Paul Simsa
Paul Joseph Simsa (* 3. Mai 1924 in Potsdam; † 8. März 2013) war ein deutscher Motorjournalist.

## Leben
Simsa arbeitete zunächst bei Adler in Frankfurt, wo er Betriebsanleitungen für neue Motorradmodelle verfasste. Gleichzeitig schrieb er Fachpublikationen im Motor-Presse Verlag, bei dem er 1955 als fester Mitarbeiter eingestellt wurde. Im Jahr 1952 promovierte er in Mainz zum Thema Sakrales Königtum bei Indianern des nordamerikanischen Südostens.
Von 1960 bis 1973 hatte er die Position des Chefredakteurs der Zeitschrift mot inne. Zuvor war er Chefredakteur der Zeitschrift Roller-Mobil-Kleinwagen im Motor-Presse Verlag. 1973 übernahm Simsa Paul die Redaktion der Zeitschrift „Christophorus“, der „Zeitschrift für die Freunde des Hauses Porsche“.

## Veröffentlichungen (Auswahl)
- Mein Auto heißt Arabella: Ein Handbuch für die Arabella, Stuttgart 1961.
- Oldtimers: Autos aus alten Tagen. Mit Zeichnungen von Klaus Bürgle, Stuttgart 1961.
- (zusammen mit Jan Friedrich Drkosch) Fünf deutsche Kleinwagen: BMW 600, Fiat 600, Goggomobil T 600/T 700, Lloyd Alexander TS, NSU Prinz und Prinz 30, Stuttgart 1959.
- Dies alles fuhr auf unseren Straßen, zuerst Stuttgart 1969.
- Marine intern. Entwicklung und Fehlentwicklung der deutschen Marine 1888-1939, Stuttgart 1972.
- Freude am Fahren: BMW, Charakter einer Automobilmarke, Düsseldorf 1983.
- (zusammen mit Carlo Demand) Kühne Männer, tolle Wagen: die Gordon Bennett-Rennen 1900-1905, Stuttgart 1987.
- Ozon-Killer Auto? Fakten und Widersprüche im Spiegel der Medien, Königswinter 1996.
- Hitler, Käfer, Volksbetrug: wie Ferdinand Porsche den „Führer“ faszinierte, Bodensteiner Verlag, Wallmoden 2004. ISBN 3-9806631-3-2.
- Wilhelm II. und seine Flotte. Motorbuch-Verlag, Stuttgart 2012, ISBN 978-3-613-03480-8.
- (mit Jürgen Lewandowski) Sterne, Stars und Majestäten. Prominenz auf Mercedes-Benz. Stadler, Konstanz 1985, ISBN 3-7977-0122-5.
- Focke-Wulf FW 190 (= Edition Flugzeugtechnik, Band 2). Heel, Königswinter 1997, ISBN 3-89365-466-6.